# Cải củ Thụy Điển
Cải củ Thụy Điển (tên khoa học: Brassica napus var. napobrassica, hoặc Brassica napus subsp. rapifera hoặc Brassica napobrassica) là loại rau củ có nguồn gốc lai giữa cải bắp và cải củ turnip.